# N795 (België)
De N795 is een Belgische gewestweg in de Hasselt. Deze weg vormt de verbinding tussen de R71 en de R70.
De totale lengte van de N795 bedraagt ongeveer 800 meter.  De route ligt aan de oostkant van de Kolenhaven van Hasselt. Aan de westkant van deze haven ligt de N794.